# Veparala
Veparala (o Vaparala) è una suddivisione dell'India, classificata come census town, di 6.602 abitanti, situata nel distretto di Kadapa, nello stato federato dell'Andhra Pradesh. In base al numero di abitanti la città rientra nella classe V (da 5.000 a 9.999 persone).

## Società

### Evoluzione demografica
Al censimento del 2001 la popolazione di Veparala assommava a 6.602 persone, delle quali 3.260 maschi e 3.342 femmine. I bambini di età inferiore o uguale ai sei anni assommavano a 672, dei quali 320 maschi e 352 femmine. Infine, coloro che erano in grado di saper almeno leggere e scrivere erano 3.912, dei quali 2.426 maschi e 1.486 femmine.